# 涂溍生
涂溍生（?—?），字自昭，號易庵，元朝宜黃人。
生卒年不詳。精邃於《周易》，至元元年（1335年），江西鄉試第十名中舉，三次會試不第。授赣州濂溪书院山長。著作大抵爲科舉而擬，著有《四書斷疑》、《易義矜式》、《易主意》等。